# Tympanuchus
A Tympanuchus a madarak osztályának tyúkalakúak (Galliformes) rendjébe és a fácánfélék (Tetraonidae) családjába nem.

## Rendszerezés
A nembe az alábbi 3 faj tartozik:
- kis prérityúk (Tympanuchus pallidicinctus)
- hegyesfarkú fajd (Tympanuchus phasianellus)
- nagy prérityúk (Tympanuchus cupido)